# Antoine Van Kolen
Antoine Van Kolen was een Belgisch boogschutter.

## Levensloop
Van Kolen maakte deel uit van het het Belgisch team (dat voorts bestond uit Oscar Kessels, Hubert Van Innis, Georges De Rons en Adrien Van Kolen) dat zilver won op het wereldkampioenschap van 1935.